# چمن‌جاوری جنگلی
چمن‌جاوری جنگلی (نام علمی: Brachypodium) نام یک سرده از تیره گندمیان است.